# Puerta Jerez (métro de Séville)
Puerta Jerez est une station de la ligne 1 du métro de Séville. Elle est située sous l'avenue du Passage de Christine, dans le district du Casco Antiguo, à Séville.

## Situation sur le réseau

Plan du réseau.

Établie en souterrain, Puerta Jerez est une station de passage de la ligne 1 du métro de Séville. Elle est située après Plaza de Cuba, en direction du terminus est de Ciudad Expo, et avant Prado de San Sebastián, en direction du terminus sud-ouest d'Olivar de Quintos.
Elle dispose des deux voies de la ligne, encadrant un quai central équipé de portes palières.

## Histoire
La station ouvre au public le 16 septembre 2009, environ cinq mois après la mise en service commercial de la ligne.

## Services aux voyageurs

### Accès et accueil
L'accès à la station s'effectue par une bouche située sur le passage de Christine. Située en zone tarifaire 1, elle est ouverte de 6h30 à 23h00 du lundi au jeudi, de 6h30 à 2h00 le vendredi, de 7h00 à 2h00 le samedi et de 7h30 à 23h00 le dimanche et les jours fériés.

### Desserte
Puerta Jerez est desservie par les rames CAF Urbos II qui circulent sur la ligne 1 du métro de Séville.

### Intermodalité
La station permet la correspondance avec la ligne du MetroCentro, dont l'arrêt éponyme est situé en surface, à 200 m à pied.

## À proximité
La station permet d'accéder à l'hôtel Alfonso XIII et au palais de San Telmo à pied.